# Château de Miramont (Ariège)
Ne pas confondre avec le château de Miramont (Aude), également en l'état de vestiges sur la commune de Barbaira
Le château de Miramont est un ancien château cathare situé au sud de Foix dans le département de l'Ariège sur les communes de Rabat-les-trois-seigneurs et de Saurat. Attesté au moins depuis le XIe siècle, il fut rasé en 1247. Il domine la vallée de la Courbière

## Emplacement
Le château de Miramont est implanté sur une crête rocheuse séparant les communes de Rabat-les-trois-seigneurs et de Saurat. Le château a été entièrement rasé, mais ses terrasses de soutènement sont encore visibles sur la roche bombée qui le supportait. Cette roche est appelée "la roche ronde" ou encore "le chapeau de gendarme" par les habitants de Rabat.
L'emplacement du château situé sur un pog très raide dominait la vallée de la Courbière, la vallée de l'Ariège étant cachée par le roc de Quié une tour de guet complémentaire était établie sur le pog de Calames (qui domine le village de Bédeilhac) afin d'en assurer la surveillance.

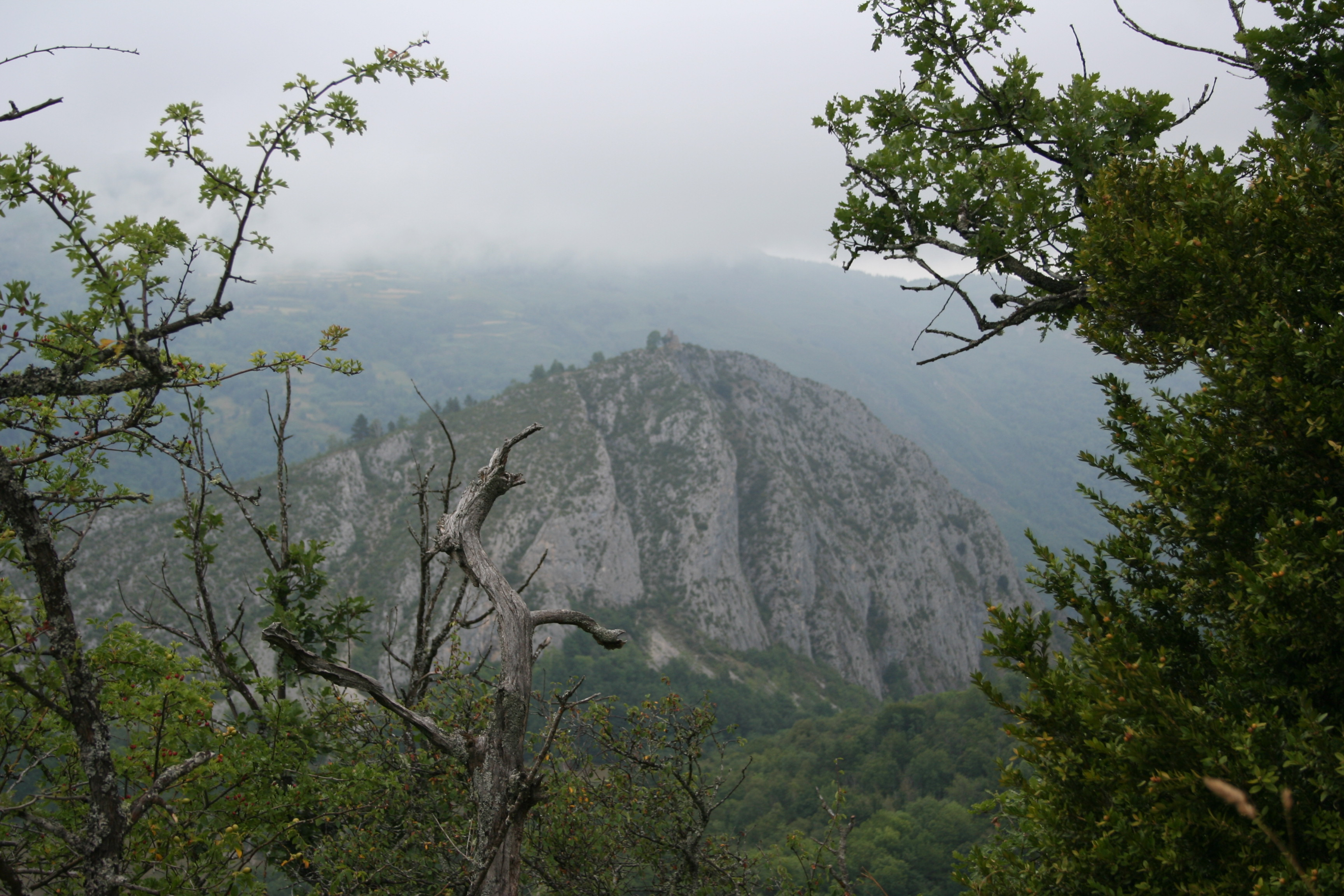
Tour de guet de Calames vue du château de Miramont
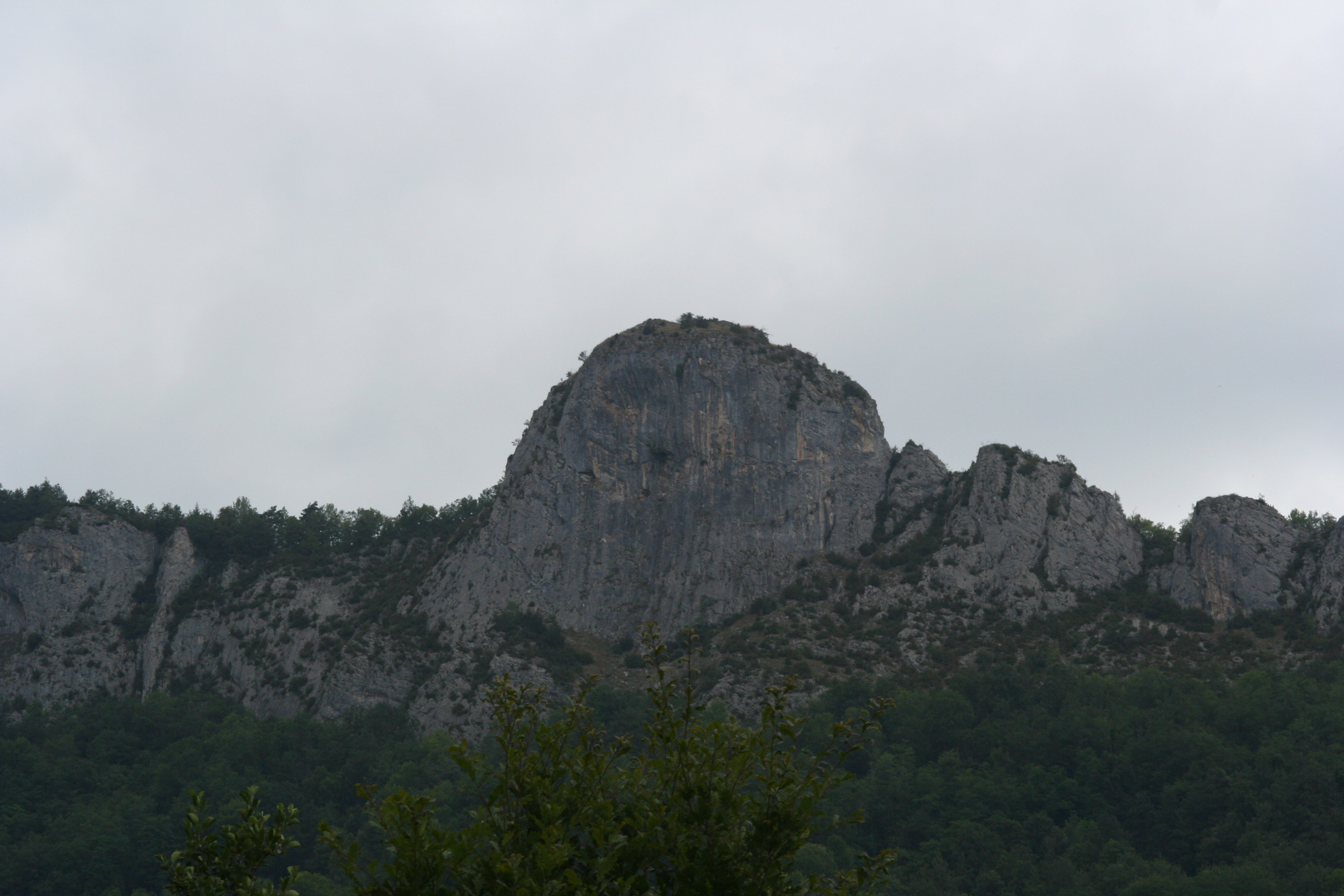
Emplacement du château de Miramont
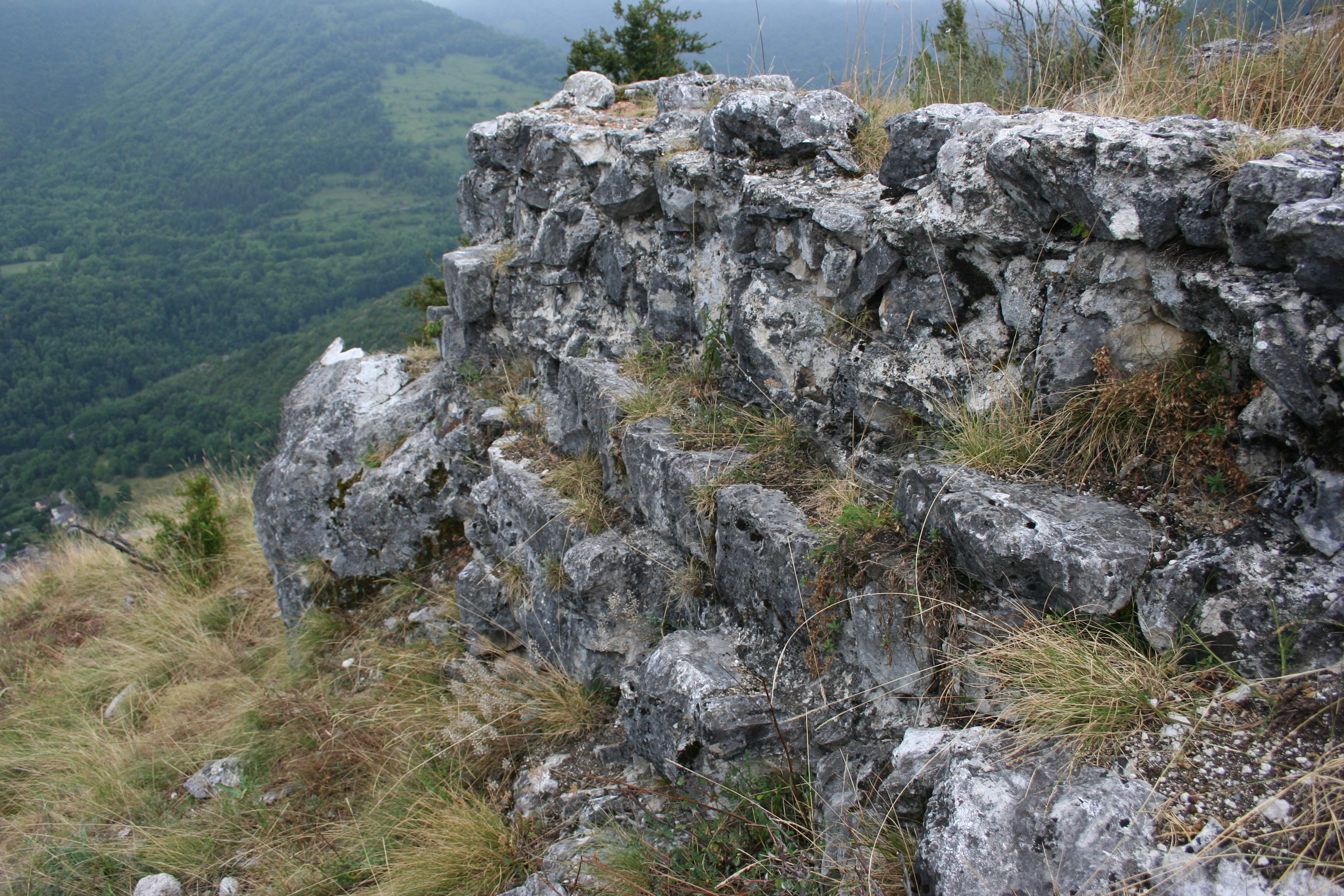
Vestiges de l'escalier est du château de Miramont

## Historique
Un texte de 779 indique que Miramont surveillait le pays avoisinant, alors occupé par les Sarrasins.[réf. à confirmer]
Le château est attesté au XIe siècle . En 1213, le château est sous l'autorité de Raymond-Roger de Foix, comte de Foix, suzerain du roi Pierre II d'Aragon .
Le château de Miramont sert de refuge à de nombreux parfaits, notamment Bernard de Salsenac, Raimond Tournier, Guillaume de Lagleize, Guilhabert de Castres, Bernard Marty. Cette situation explique la tradition locale qui veut que Miramont ait été le dernier château cathare. Toutefois, historiquement, le dernier château à tomber a été huit ans plus tard le Château de Niort-de-Sault.
En 1247, le château de Miramont  est rasé par Roger IV de Foix qui dépouille sous prétexte d'hérésie Raymond de Rabat de tous ses biens. Celui-ci lui fera un procès pour s'en plaindre en 1250.